# SpaceCamp
SpaceCamp (NL titel: Ruimte Academie) is een film uit 1986 onder regie van Harry Winer.

## Verhaal
Een groep scholieren gaat tijdens een vakantie op kamp voor ruimtevaarders. Wanneer ze een ruimteschip bestuderen, gaan ze per ongeluk de ruimte in. De jongeren moet zien te overleven, terwijl ze onderling worstelen met verschillende meningen die ze hebben over alledaagse dingen die op hen afkomen.

## Rolverdeling
| Acteur          | Personage       |
| --------------- | --------------- |
| Kate Capshaw    | Andie Bergstrom |
| Lea Thompson    | Kathryn Fairly  |
| Tom Skerritt    | Zach Bergstrom  |
| Tate Donovan    | Kevin Donaldson |
| Kelly Preston   | Tish Ambrosei   |
| Joaquin Phoenix | Max             |
| Larry B. Scott  | Rudy Tyler      |